# Melastoma zollingeri
Melastoma zollingeri är en tvåhjärtbladig växtart som beskrevs av Charles Victor Naudin. Melastoma zollingeri ingår i släktet Melastoma och familjen Melastomataceae. Inga underarter finns listade i Catalogue of Life.